# Bubbles (chimpancé)
Bubbles (Austin, Texas, 30 de abril de 1983) es un chimpancé común, conocido por ser la mascota del cantante estadounidense Michael Jackson. El artista adoptó el joven primate de un centro de investigación de Texas en la década de 1980. El apego del cantante hacia el animal llevó a la burla de los medios de comunicación y a una percepción pública de Jackson como un excéntrico. Durante el Bad World Tour, entre 1987 y 1988,
Jackson llevó a Bubbles a Japón, donde sorprendió a la gente al tomar de la misma taza de té de Jackson, durante una cita con un alcalde japonés.
Bubbles vivió inicialmente en Encino, California, en la casa de la familia Jackson, pero fue trasladado al rancho Neverland del cantante en 1988. Allí fue muy mimado, dormía en una cuna en el dormitorio de Jackson, utilizaba el baño de su dueño y comía dulces en la sala del cine de Neverland. El cantante reveló a Martin Bashir, en el documental amarillista Living With Michael Jackson, emitido en el verano de 2001, que Bubbles le ayudaba con el aseo de su casa en Neverland.
En 2003 se reveló que Bubbles, al igual que todos los chimpancés se convirtió al llegar a la edad adulta en un animal agresivo, por lo que se le declaró inadecuado como mascota y fue enviado a un santuario de animales en California. Cuando el santuario fue cerrado en 2004, Bubbles se trasladó al Centro de los Grandes Simios en Wauchula, Florida, donde ha permanecido desde entonces.
En 2010 se emitió un documental llamado Michael Jackson and Bubbles: The Untold History, donde La Toya Jackson habla de la relación de Michael con Bubbles.

## Compra de Bubbles
Bubbles nació el 30 de abril de 1983 en Austin, Texas, en un centro de investigación que criaba primates para pruebas de animales. Hay reportes contradictorios sobre cómo llegó a la posesión de Jackson. CNN reporta que Jackson compró a Bubbles cuando tenía ocho meses de edad. Se dice que la adquisición fue supervisada por Bob Dunn, uno de los más famosos entrenadores y proveedores de animales para películas, sesiones fotográficas y publicidad. Contradictorio a esta afirmación, The Daily Telegraph declara que Jackson adquirió a Bubbles de un centro de investigación de cáncer en Texas cuando el chimpancé tenía tres años de edad.